# Lecanora quercicola
Lecanora quercicola är en lavart som beskrevs av Coppins & P. James. Lecanora quercicola ingår i släktet Lecanora och familjen Lecanoraceae.   Inga underarter finns listade i Catalogue of Life.